# 경성지연
경성지연(傾城之戀: Love In A Fallen City)은 홍콩에서 제작된 안 휘 감독의 1984년 멜로/로맨스, 드라마 영화이다. 주윤발 등이 주연으로 출연하였다.

## 출연

### 주연
- 주윤발
- 강중평
- 초교
- 무건인
- 종경휘

## 제작진
- 원작자: 장아이링
- 미술: 구정평